# Islamnur Abdulavov
Islamnur Magomedrasulovič Abdulavov (in russo Исламнур Магомедрасулович Абдулавов?; Machačkala, 7 marzo 1994) è un ex calciatore russo, di ruolo attaccante.

## Carriera
Ha giocato complessivamente 48 partite nella prima divisione russa.